# Пірванченська сільська рада
Пірва́нченська сільська́ ра́да — адміністративно-територіальна одиниця та орган місцевого самоврядування в Горохівському районі Волинської області. Адміністративний центр — село Пірванче.

## Загальні відомості
- Територія ради: 22,71 км²
- Населення ради: 669 осіб (станом на 2001 рік). Кількість дворів — 209.

## Населені пункти
Сільській раді підпорядковані населені пункти:
- с. Пірванче

## Населення
За переписом населення України 2001 року в сільській раді мешкали 662 особи.

### Мова
Розподіл населення за рідною мовою за даними перепису 2001 року:
| Мова       | Відсоток |
| ---------- | -------- |
| українська | 99,40 %  |
| російська  | 0,45 %   |
| білоруська | 0,15 %   |

## Господарська діяльність
В Пірванченській сільській раді працює 1 школа: неповна середня, будинок культури, бібліотека, 1 медичний заклад, 1 АТС на 93 номери, 3 торговельних заклади.
По території ради проходять Н17, Т 0302, О030213, О030323.

## Склад ради
Рада складається з 12 депутатів та голови.
- Голова ради: Гандзюк Леонід Олександрович
- Секретар ради: Собуцька Лариса Ростиславівна

### Керівний склад попередніх скликань
| Прізвище, ім'я, по батькові  | Основні відомості                                                                                  | Дата обрання | Дата звільнення |
| ---------------------------- | -------------------------------------------------------------------------------------------------- | ------------ | --------------- |
| Гандзюк Леонід Олександрович | Сільський голова, 1968 року народження, освіта вища, член Української Народної Партії              | 26.03.2006   | 31.10.2010      |
| Гандзюк Леонід Олександрович | Сільський голова, 1968 року народження, освіта вища, член Всеукраїнського об'єднання «Батьківщина» | 31.10.2010   | 25.10.2015      |
| Гандзюк Леонід Олександрович | Сільський голова, 1968 року народження, освіта вища, безпартійний, від Аграрної партії України     | 25.10.2015   |                 |

Примітка: таблиця складена за даними сайту Верховної Ради України та ЦВК

### Депутати VII скликання
За результатами місцевих виборів 2015 року депутатами ради стали:

#### За суб'єктами висування
| Суб'єкт висування      | Кількість обраних депутатів | %     |
| ---------------------- | --------------------------- | ----- |
| Аграрна партія України | 6                           | 50.00 |
| Самовисування          | 6                           | 50.00 |

#### За округами
| № округу | Прізвище, ім'я, по батькові   | Ким висунуто           | Дата нар.  | Освіта              | Партійна приналежність | Відомості                                                      |
| -------- | ----------------------------- | ---------------------- | ---------- | ------------------- | ---------------------- | -------------------------------------------------------------- |
| 1        | Рудкевич Інна Вікторівна      | Аграрна партія України | 25.05.1979 | загальна середня    | безпартійна            | Горохівська центральна районна лікарня, молодша медична сестра |
| 2        | Симчук Ігор Васильович        | Самовисування          | 09.12.1973 | вища                | безпартійний           | Пірванченська ЗОШ І-ІІ ст., вчитель                            |
| 3        | Якобчук Людмила Леонідівна    | Самовисування          | 08.05.1980 | професійно-технічна | безпартійна            | Не працює                                                      |
| 4        | Дмитрук Сергій Володимирович  | Аграрна партія України | 11.11.1975 | професійно-технічна | безпартійний           | Не працює                                                      |
| 5        | Тороканець Наталія Василівна  | Самовисування          | 04.11.1971 | вища                | безпартійна            | Горохівська ЗОШ І-ІІІ ст. ім. Івана Франка, вчитель            |
| 6        | Дика Майя Миколаївна          | Аграрна партія України | 30.04.1968 | професійно-технічна | безпартійна            | Пірванченська сільська рада, бухгалтер                         |
| 7        | Міщук Тарас Миколайович       | Аграрна партія України | 08.09.1987 | вища                | безпартійний           | Державна виконавча служба, державний виконавець                |
| 8        | Майструк Андрій Всеволодович  | Самовисування          | 15.12.1978 | професійно-технічна | безпартійний           | Не працює                                                      |
| 9        | Собуцька Лариса Ростиславівна | Аграрна партія України | 27.02.1969 | професійно-технічна | безпартійна            | Пірванченська сільська рада, секретар                          |
| 10       | Кравчук Людмила Юріївна       | Самовисування          | 04.09.1991 | професійно-технічна | безпартійна            | Горохівська районна центральна лікарня, акушер                 |
| 11       | Бойко Олег Володимирович      | Аграрна партія України | 07.11.1975 | професійно-технічна | безпартійний           | Не працює                                                      |
| 12       | Тишко Павло Васильович        | Самовисування          | 10.07.1985 | вища                | безпартійний           | Волинська організація профспілки будівельників, голова         |